# Balašovskij rajon
Il Balašovskij rajon (in russo Балашовский район?) è un rajon dell'Oblast' di Saratov, nella Russia europea; il suo capoluogo è Balašov.